# Sam and Max Hit the Road
Sam and Max Hit the Road est un jeu d'aventure développé et édité par LucasArts. Initialement commercialisé sur DOS en novembre 1993, le jeu est ensuite publié sur Mac OS en 1996 puis sur Windows en 1997. Le jeu est basé sur le comics Sam and Max créé par Steve Purcell en 1987. Le joueur suit les aventures du chien Sam et du lapin Max, un duo de policiers recherchant un bigfoot (Grand pied en version française) qui s’est échappé d'un cirque. Grâce à une interface en pointer-et-cliquer, le joueur dirige les deux personnages et doit résoudre des énigmes pour avancer dans le jeu. Le jeu est conçu par Steve Purcell avec la collaboration de Sean Clark, Michael Stemmle et Collette Michaud. Il est le neuvième jeu à utiliser le moteur de jeu SCUMM développé par Ron Gilbert pour Maniac Mansion. Le jeu intègre également le système audio iMUSE créé par Michael Land et Peter McConnell. C'est un des premiers jeux à inclure des doublages pour tous les personnages, Sam et Max étant doublés Bill Farmer et Nick Jameson en version originale. À sa sortie, le jeu est unanimement acclamé par la presse spécialisée pour son humour, son doublage, ses graphismes, sa musique et son système de jeu. Le jeu est considéré comme un classique du genre et apparaît régulièrement dans les classements des meilleurs jeux de tous les temps. LucasArts a envisagé de développer plusieurs suites mais celles-ci ont toutes été annulées. La franchise a cependant été rachetée par Telltale Games qui en a tiré plusieurs suites dont Sam and Max : Sauvez le monde qui est publié en 2006.

## Trame

### Univers
Sam et Max sont deux personnages du comics Sam and Max créé par Steve Purcell en 1987. Ils forment une équipe de détectives privés, connu sous le nom de The Freelance Police, dont le bureau se trouve à New York.

### Personnages
Sam est le personnage dirigé par le joueur. C'est un chien se tenant debout, habillé comme un détective privé. Il ne quitte jamais son chapeau et porte sur lui un revolver surdimensionné. Sous son apparence calme et posée, il est quand même souvent d'accord avec Max pour recourir à la violence quand cela lui semble nécessaire. Max est un lapin tout blanc qui, malgré son apparence mignonne, est victime de nombreux désordres psychiatriques. Max a notamment une solution simple à tous les problèmes : la violence.

### Scénario
Le jeu débute alors que Sam et Max reçoivent un appel téléphonique de la part d'un commissaire de police qui leur demande de se rendre dans un cirque. Lorsqu’ils arrivent sur les lieux, le propriétaire leur explique que leur attraction vedette, un bigfoot appelé Bruno, a été libéré et s'est enfui en compagnie d'une girafe nommée Trixie. Alors que Sam et Max visitent le cirque à la recherche d'indices, ils apprennent que les deux fugitifs sont tombés amoureux et que c'est Trixie qui a libéré Bruno. Ils partent alors à leur recherche. Leur enquête les mène dans différents lieux touristiques des États-Unis comme la plus grosse pelote de laine du monde, le vortex mystérieux, le musée de légumes célèbres ou le Mont Rushmore. Le duo apprend que deux autres bigfoots utilisés dans d'autres attractions ont été libérés par Bruno et que celui-ci a été capturé par le chanteur country Conroy Bumpus, un homme cruel qui abuse des animaux et qui veut utiliser Bruno pour son spectacle. Ils se rendent alors à son domicile et libèrent Bruno, mais celui-ci s'enfuit à nouveau avec Trixie pour rejoindre d'autres bigfoots qui se rassemblent dans une auberge du Nevada. Sam et Max se déguisent alors en bigfoot pour infiltrer leur réunion mais celle-ci est interrompue par Conroy Bumpus et son homme de main, Lee Harvey, qui tentent de capturer les bigfoots. Sam parvient néanmoins à les tromper en leur donnant leurs déguisements avant que Max ne les enferme dans le réfrigérateur de la cuisine. Pour les remercier, le chef des bigfoot les fait alors membres de sa tribu. Il leur parle alors d'un sort permettant d’empêcher les humains de s'en prendre à son peuple et leur demande de l'aide pour réunir les ingrédients nécessaires à son élaboration. Combinés avec le sacrifice d'un bigfoot — qu'ils remplacent par un bloc de glace contenant Bumpus et Harvey — ces ingrédients provoquent l'apparition d'arbres géants qui détruisent les villes et recouvrent rapidement tout l'ouest des États-Unis d'une épaisse forêt. Considérant leur mission terminée, Sam et Max ramènent le bloc de glace contenant Bumpus et Harvey au cirque en expliquant qu'il s'agit de Bruno. Le directeur du cirque leur offre alors une importante récompense, sous la forme de tickets de skee ball, qu'ils s'empressent d'utiliser.

## Système de jeu
Sam and Max Hit the Road est un jeu d'aventure en 2D se jouant en vue à la troisième personne. Via une interface en pointer-et-cliquer, le joueur dirige Sam et Max et doit résoudre des puzzles pour avancer dans le jeu. Le joueur peut interagir avec son environnement en utilisant des commandes verbales comme la commande « ramasser » qu'il peut utiliser pour ramasser un objet. Comme les précédents jeux d'aventure développés par LucasArts, le jeu utilise le moteur SCUMM, initialement créé pour Maniac Mansion, auquel les développeurs ont cependant apporté un certain nombre de modifications.  Ainsi, la sélection des actions devant être effectuées par les personnages ne se fait plus via une liste s’affichant en bas de l’écran mais est remplacée par un système d’icônes que le joueur peut faire apparaître en faisant un clic droit sur l’élément avec lequel il souhaite interagir. La liste des actions disponibles a également été réduite, celle-ci se limitant à cinq commandes de bases : marcher, examiner, prendre, utiliser et parler. Le système d’inventaire a également été modifié, celui-ci n’apparaissant plus directement en bas de l’écran mais étant disponible via une icône représentant un carton. Un des personnages contrôlés par le joueur, Max, peut en plus être utilisé comme un objet de l’inventaire,.
Les deux personnages peuvent voyager à différents endroits des États-Unis via une carte du pays où sont indiqués tous les lieux dans lesquels ils peuvent se rendre.
Sam and Max Hit the Road inclut également cinq mini-jeux. Certains d’entre eux, comme celui du cirque basé sur le jeu de la taupe, doivent être terminés pour récupérer certains objets et avancer dans le jeu.  D’autres, comme une version de la bataille navale avec des voitures, sont optionnels. Comme la majorité des jeux développés par LucasArts, le jeu est conçu de manière à rendre impossible la mort des personnages et d’éviter les situations « cul-de-sac » à partir desquelles le joueur ne peut plus finir le jeu.

## Développement

### Conception
Sam and Max Hit the Road est conçu par le créateur de Sam and Max, Steve Purcell, avec la collaboration de sa future femme Collette Michaud, de Sean Clark et de Michael Stemmle qui ont tous les deux déjà travaillé sur le précédent titre développé par LucasArts, Indiana Jones and the Fate of Atlantis,. Les versions animées des personnages Sam et Max, ainsi que le bureau qu’ils occupent, sont au départ créés par Steve Purcell pour permettre aux programmeurs récemment engagés par LucasArts de s’entrainer à l’utilisation du moteur SCUMM. Peu de temps après, une bande dessinée dans laquelle apparaît le duo est publiée par Steve dans le journal trimestriel de LucasArts. LucasArts cherche à l'époque à développer un jeu d’aventure basé sur un nouvel univers. Le bon accueil réservé au duo les convainc donc de proposer en 1992 de créer un jeu vidéo dont ils seraient les héros,. Ils décident de baser le jeu sur le comics de Sam and Max intitulé On The Road, publié en 1989, qui raconte les aventures du duo à travers les États-Unis. Les différentes attractions touristiques visitées par les deux héros sont basées sur des sites touristiques réels visités par les développeurs, Purcell se rappelant par exemple avoir visité le « Frog Rock » au sujet duquel il se souvient avoir été déçu que celui-ci ne ressemble même pas à une grenouille. De la même façon, la chaine de magasin et d’attraction « Snuckey's » fait référence aux boutiques Stuckey's dans lesquels Purcell et sa famille s’arrêtaient souvent lors de voyage en voiture.
Du fait du caractère « pour adulte » de la bande dessinée originale, Steve Purcell s’attend à ce que LucasArts impose aux développeurs de retirer les éléments les plus choquants du jeu mais il note que le studio lui a finalement permis de conserver l’esprit du comics. Les différents mini-jeux ont été ajoutés pour permettre au joueur de faire une pause dans la résolution des énigmes en lui donnant l’occasion de jouer à des jeux « courts et idiots ».
Les développeurs ont entièrement retravaillé l’interface par rapport aux précédents jeux utilisant le moteur SCUMM. Ainsi, pour faire de la place sur l’écran, les développeurs décident de supprimer la barre d’interface, qui contient la liste des actions et l’inventaire, en bas de l’écran. Au lieu de sélectionner une commande puis de cliquer sur l’élément avec lequel il souhaite interagir, le joueur peut accéder aux différentes actions via le bouton droit de la souris. De son côté, l’inventaire est déplacé dans un sous-menu accessible via une icône représentant un carton. D’après Steve, en plus d’augmenter la place disponible pour l’affichage des décors et des personnages, cela a notamment rendu les interactions plus rapides et moins laborieuses que dans les précédents titres du studio. Les développeurs ont également revu le système de conversation. Michael Stemmle note en effet que « rien ne tue plus une blague que de la lire avant de l’entendre » et il propose de remplacer le menu textuel par des icônes représentant les différents sujets de conversation. Plusieurs de ces innovations seront ensuite réutilisées dans les titres suivants du studio.

### Bande originale
Le jazz de la bande originale est composé par les musiciens de LucasArts Clint Bajakian, Michael Land et Peter McConnell et est incorporé au jeu en utilisant le système iMUSE que ces derniers ont développé pour Monkey Island 2: LeChuck's Revenge. Les pistes audio ont ainsi pu être synchronisées avec les évènements qui se déroulent dans le jeu. Des versions hautes qualités de quatre des pistes audio du jeu sont incluses dans la version sur CD-ROM du jeu. À sa sortie, le jeu est publié simultanément sur disquette et sur CD-ROM, seule la version CD contenant l’ensemble des doublages et des musiques. Depuis, des fans du jeu ont converti les pistes MIDI du jeu en MP3 de meilleure qualité.

### Doublage
Sam and Max Hit the Road est un des premiers jeux à être entièrement doublé, Steve Purcell notant qu’il avait apprécié de pouvoir entendre ses créations parler. Il décrit l’audition de Bill Farmer, qui doublera finalement Sam, comme ayant été rébarbative, celui-ci n’ayant même pas essayé de se vendre. Le doublage de Max est réalisé par l’acteur Nick Jameson. Dans la version française, les doublages de Sam et de Max sont réalisés par Jean-Claude Donda.

## Versions
La version originale de Sam and Max Hit the Road, fonctionnant sous MS-DOS, est publiée par LucasArts en novembre  1993. Celle-ci est disponible sur disquette et sur CD-ROM, seule cette dernière contenant l’ensemble des doublages et des musiques. Le jeu est ensuite publié sur Macintosh en 1996, puis sur Microsoft Windows  par Activision en 2002. Depuis octobre 2014 et l’acquisition de LucasArts par  The Walt Disney Company, le jeu est également disponible en téléchargement sur le site GOG.com.

## Accueil

### Critiques
| Sam and Max Hit the Road |      |       |
| Média                    | Nat. | Notes |
| Dragon Magazine          | US   | 4/5   |
| Edge                     | GB   | 90 %  |
| Gen4                     | FR   | 90 %  |
| Joystick                 | FR   | 95 %  |
| PC Gamer UK              | GB   | 93 %  |
| Tilt                     | FR   | 94 %  |
| Rétrospective            |      |       |
| Adventure Gamers         | US   | 4,5/5 |
| Adventure Classic Gaming | US   | 5/5   |
| AllGame                  | US   | 4,5/5 |
| Jeuxvideo.com            | FR   | 90 %  |

À sa sortie, Sam and Max Hit the Road est unanimement salué par la presse spécialisée qui met en avant la qualité de sa réalisation, son humour et les améliorations apportées à son interface. La réalisation du jeu est en effet jugée « parfaite » par le magazine Joystick qui considère que techniquement, le jeu est « somptueux ». Son aspect visuel est salué par le journaliste de Dragon Magazine, qui note que le jeu ressemble à la bande dessinée, et par celui de Gen4 qui précise que ses graphismes sont plus fins que ceux de Day of the Tentacle,. Les critiques encensent en particulier ses animations qu’ils jugent formidables et dignes d’un dessin animé. Sa bande son est également saluée par le magazine Joystick qui note que ses musiques sont « variées et mémorables » et que ses effets sonores sont « délirants ». Dans ce domaine, la version française du jeu n’est pas en reste puisqu’une critique juge la traduction excellente et le doublage en français très bon.
D’après les critiques, l’univers et l’humour de la bande dessinée sont admirablement adaptés et le jeu bénéficie d’un scénario de « dingue »,. L’humour est considéré comme un des points forts du jeu par la presse spécialisée, qui le juge « drôle » et « hilarant »,, ce qui, d’après le magazine Edge, encourage les joueurs à faire des expérimentations simplement pour voir ce que le duo leur réserve. En matière de gameplay, la presse met notamment en avant les modifications apportées à son interface graphique qui, pour la plupart des critiques, devient ainsi plus pratique,. Sandy Petersen, l’auteur du test de Dragon, ne partage pas cet avis. Il juge au contraire que cette évolution se fait au détriment de l’efficacité de l’interface et liste quelques problèmes liés à la sélection des objets ou à l’activation du curseur de la souris. La critique du magazine Edge salue également les énigmes du jeu, qu’il juge « difficiles à résoudre », mais regrette qu’un certain nombre des mini-jeux proposés soient « lamentables ». Le jeu est également critiqué pour sa durée de vie, estimée à seulement 15h, ce qui est jugé très faible par rapport à celle d’Indiana Jones 4,.

### Rétrospectives
Rétrospectivement, Sam and Max Hit the Road reste considéré comme un classique des jeux d’aventure et est régulièrement cité dans les classements des meilleurs jeux publiés par la presse spécialisée. En 1996, la rédaction du magazine Computer Gaming World le classe ainsi à la 95e position de son classement et explique que celui-ci a redéfini le terme « déjanté ». En 2004, le site Adventure Gamers le place en huitième position de son classement des vingt meilleurs jeux d’aventure de tous les temps, le journaliste Evan Dickens expliquant qu’il est « le jeu le plus absurde et le plus ridicule jamais créé ». Dans une rétrospective publié peu après sur le même site, Joonas Linkola salue également l’humour du jeu, notamment dans ses dialogues, mais aussi le style cartoon de ses graphismes, sa bande originale et son doublage qu’il juge particulièrement adapté. Le jeu apparaît également à plusieurs reprises dans le classement publié chaque année par le site IGN dans lequel il se place à la 70e place en 2005 et à la 74e en 2007,. Dans une nouvelle rétrospective publié en 2006 sur le site Adventure Classic Gaming, David Olgarsson affirme que Sam and Max Hit the Road est sans doute le jeu d’aventure LucasArts le plus acclamé par les critiques, ce qui d’après lui s’explique par la qualité de sa réalisation et de ses effets graphiques, par la difficulté de ses énigmes et par la richesse de son scénario. En 2011, le jeu est enfin classé 94e dans le classement des meilleurs jeux de tous les temps publié par le site Jeuxvideo.com.

## Suites
Infinite Machine, un petit studio composé d’anciens employés de LucasArts, commence à travailler sur une première suite en septembre 2001. Baptisé Sam and Max Plunge Through Space, elle est à l’époque destiné à être publié en exclusivité sur Xbox . Son scénario, écrit par Steve Purcell et Chuck Jordan, prévoit de faire voyager Sam et max à travers la galaxie afin de retrouver la statue de la liberté qui a été volée. Infinite Machine fait cependant faillite après moins d’un an de développement et le projet est finalement abandonné.
Une nouvelle suite, baptisée Sam and Max: Freelance Police et destine à être publiée sur PC, est annoncée par LucasArts lors de l’Electronic Entertainment Expo de 2002. Comme Hit the Road, celle-ci est conçu comme un jeu d’aventure graphique en pointer-et-cliquer mais utilisant un nouveau moteur graphique. Son développement est supervisé par Michael Stemmle, l’un des concepteurs du jeu original, Steve Purcell travaillant à l’écriture du scénario et à la conception graphique. Pour le doublage des deux héros, les développeurs prévoient de faire à nouveau appel  à Bill Farmer et Nick Jameson. En mars 2004, alors que le développement est déjà bien avancé, le jeu est brusquement annulé par LucasArts qui juge le projet non viable économiquement du fait de la réalité du marché,. À la suite de cette annulation, les fans de la série présentent à LucasArts une pétition réunissant 32000 signatures afin de leur faire part de leur déception. Après l’expiration des droits de LucasArts sur la série en 2005, la franchise est reprise par Telltale Games, une société composée d’ancien employé du studio ayant travaillé sur plusieurs jeux d’aventure développée par LucasArts dont notamment Freelance Police. Telltale Games annonce alors le développement d’un nouveau jeu vidéo basé sur la franchise et devant être publié de manière épisodique. Comme Sam and Max Hit the Road et Freelance Police, Sam and Max : Sauvez le monde est conçu comme un jeu d’aventure graphique en pointer-et-cliquer. Il ne bénéficie en revanche pas des mêmes doubleurs que le jeu original. La première saison du jeu est publiée en six épisodes, chacun bénéficiant d’un scénario lui étant propre mais s’inscrivant dans un arc narratif commun. Le premier épisode est publié sur GameTap en octobre 2006, les autres étant publié de manière épisodique jusqu’en avril 2007. Une compilation spéciale, réunissant les six épisodes, est ensuite publiée sur Wii en octobre 2008. Une seconde saison, baptisée Sam and Max : Au-delà du temps et de l'espace, est publiée entre novembre 2007 et avril 2008. Comme la première, celle-ci est également publié sur Wii. D’abord prévu pour 2009, une troisième saison, Sam and Max: The Devil's Playhouse, est publiée à partir d’avril 2010,.